# Ангур-Ада
Ангур-Ада (пушту  انګوراډه‎ , дословно: «Виноградная база» на пушту) — город в долине Бармал, расположенный на границе между Южным Вазиристаном в пакистанской провинции Хайбер-Пахтунхва и афганской провинцией Пактика (округ Бармаль) . Один из немногих легких проходов через эту гористую границу, а также один из двух переходов между Пактикой и Вазиристаном, второй проход — через реку Гомал .
Афганская деревня Шкин находится к западу от Ангур Ады. Фактическая линия Дюранда, впервые установленная в 1895 году, проходит через восточную сторону главного базарного района, в результате чего большая часть застроенной территории на законных основаниях находится в Афганистане. Однако вооруженные силы и ворота, обеспечивающие пограничный контроль, находятся в нескольких сотнях метров к западу от границы и, следовательно, к западу от района главного базара, в результате чего почти вся застроенная территория деревни находится под контролем сил Пакистана.
Население в этом районе пуштунское, преимущественно из племен вазир и хароти . В 2003 году сообщалось, что в Ангур-Аде были застрелены восемь человек, подозреваемых в том, что они были информаторами США.

## Ангур Ада в войне с террором
В 2003 году официальные лица США заявили, что охота на Усаму бен Ладена сузилась до участка Южного Вазиристана площадью 40 квадратных миль (104 км 2), а именно района, охватывающего города Ангур-Ада и Вана .

### Рейд Ангур Ада 2008 г.
3 сентября 2008 г. вооруженные силы США провели рейд на Ангур-Ада, в результате которого было убито 20 мирных жителей, в том числе не менее 3 женщин и 4 детей. Это не первый случай, когда американские войска, базирующиеся в Афганистане, пересекают афгано-пакистанскую границу в погоне за вражескими истребителями, но это первый случай, о котором стало широко известно.

## Пакистан передает пограничный переход афганским силам
Пакистан 21 мая 2016 года передал афганским властям специально построенный пункт пересечения границы в Ангур-Ада. «С целью укрепления братских отношений с Афганистаном, помимо стратегического намерения улучшить управление границей, пункт пересечения границы был передан афганским властям в буферном городе Ангур-Ада», — заявил генеральный директор Inter-Services Public Relations (ISPR) . Генерал-лейтенант Асим Баджва написал в Твиттере. Однако 12 июня 2016 г. советник премьер-министра по иностранным делам Сартадж Азиз заявил, что контрольно-пропускной пункт не был передан афганским властям, а является старым контрольно-пропускным пунктом, построенным во времена талибов .В эпоху, когда пограничный контроль не был таким строгим и контрольно-пропускной пункт находился на пакистанской земле, а ворота находились на территории Афганистана, афганские власти годами протестовали, поэтому пакистанская армия передала им ворота.
7 июня в Высокий суд Лахора (LHC) была подана петиция против передачи пакистанского пограничного поста афганским властям, в которой говорилось, что такое действие наказуемо в соответствии со статьей 24 Закона о пакистанской армии (PAA) 1952 года.